# Circonscription de Kénitra
La circonscription de Kénitra est une des deux circonscriptions législatives marocaines de la province de Kénitra  située en région Rabat-Salé-Kénitra. Elle est représentée dans la Xe législature par Mostafa Brahimi, Mohammed El Harfaoui, Faouzi Chaâbi et Bouselham Daichi.

## Historique des députations
| Législature | Début de mandat  | Fin de mandat    | Députés élus | Députés élus          | Députés élus | Députés élus               | Députés élus | Députés élus           | Députés élus | Députés élus           |
| ----------- | ---------------- | ---------------- | ------------ | --------------------- | ------------ | -------------------------- | ------------ | ---------------------- | ------------ | ---------------------- |
| IXe         | 26 novembre 2011 | 7 octobre 2016   |              | Abdelkader Yahi (PJD) |              | Aziz El Guermat (PJD)      |              | Elhouçain Rahouia (UC) |              | Miloud Chaâbi (PEDD)   |
| Xe          | 8 octobre 2016   | 8 septembre 2021 |              | Mostafa Brahimi (PJD) |              | Mohammed El Harfaoui (PJD) |              | Faouzi Chaâbi (PAM)    |              | Bouselham Daichi (RNI) |
| XIe         | 9 septembre 2021 | ?                |              | Mostafa Brahimi (PJD) |              | Mohamed Ouzri (PI)         |              | Elhouçain Rahouia (UC) |              | Hatim Ben Rkia (RNI)   |

## Historique des élections

### Découpage électoral d'octobre 2011

#### Élections de 2016
| Parti                | Parti                                                       | Voix    | %      | Député(s) élus   |  |
| -------------------- | ----------------------------------------------------------- | ------- | ------ | ---------------- |  |
|                      | Parti de la justice et du développement (PJD)               | 36 137  | 34,78  | Mostafa Brahimi  |  |
| Mohammed El Harfaoui | Parti de la justice et du développement (PJD)               | 36 137  | 34,78  |                  |  |
|                      | Parti authenticité et modernité (PAM)                       | 20 431  | 19,66  | Faouzi Chaâbi    |  |
|                      | Rassemblement national des indépendants (RNI)               | 10 073  | 9,69   | Bouselham Daichi |  |
|                      | Union constitutionnelle (UC)                                | 9 727   | 9,36   |                  |  |
|                      | Parti Al Ahd Addimocrati (AHD)                              | 6 525   | 6,28   |                  |  |
|                      | Parti de l'Istiqlal (PI)                                    | 6 487   | 6,24   |                  |  |
|                      | Union socialiste des forces populaires (USFP)               | 6 165   | 5,93   |                  |  |
|                      | Fédération de la gauche démocratique (FGD)                  | 3 324   | 3,20   |                  |  |
|                      | Parti de l'environnement et du développement durable (PEDD) | 1 790   | 1,72   |                  |  |
|                      | Mouvement populaire (MP)                                    | 1 300   | 1,25   |                  |  |
|                      | Parti du progrès et du socialisme (PPS)                     | 600     | 0,58   |                  |  |
|                      | Union marocaine pour la démocratie (UMD)                    | 520     | 0,50   |                  |  |
|                      | Parti de la renaissance et de la vertu (PRV)                | 408     | 0,39   |                  |  |
|                      | Parti travailliste (PT)                                     | 151     | 0,15   |                  |  |
|                      | Parti du centre social (PCS)                                | 138     | 0,13   |                  |  |
|                      | Front des forces démocratiques (FFD)                        | 129     | 0,12   |                  |  |
|                      |                                                             |         |        |                  |  |
| Inscrits             | Inscrits                                                    | 284 749 | 100,00 |                  |  |
| Abstentions          | Abstentions                                                 | 180 844 | 63,51  |                  |  |
| Exprimés             | Exprimés                                                    | 103 905 | 36,49  |                  |  |

#### Élections de 2021
| Parti       | Parti                                                       | Voix    | %      | Députés élus      |  |
| ----------- | ----------------------------------------------------------- | ------- | ------ | ----------------- |  |
|             | Rassemblement national des indépendants (RNI)               | 49 230  | 36,66  | Hatim Ben Rkia    |  |
|             | Union constitutionnelle (UC)                                | 18 448  | 13,74  | Elhouçain Rahouia |  |
|             | Parti de l'Istiqlal (PI)                                    | 16 643  | 12,39  | Mohamed Ouzri     |  |
|             | Parti de la justice et du développement (PJD)               | 10 148  | 7,56   | Mostafa Brahimi   |  |
|             | Parti authenticité et modernité (PAM)                       | 7 825   | 5,83   |                   |  |
|             | Mouvement populaire (MP)                                    | 7 185   | 5,35   |                   |  |
|             | Union socialiste des forces populaires (USFP)               | 5 573   | 4,15   |                   |  |
|             | Mouvement démocratique et social (MDS)                      | 4 432   | 3,30   |                   |  |
|             | Parti du progrès et du socialisme (PPS)                     | 3 925   | 2,92   |                   |  |
|             | Union marocaine pour la démocratie (UMD)                    | 2 665   | 1,98   |                   |  |
|             | Alliance de la fédération de gauche (AGD)                   | 2 412   | 1,80   |                   |  |
|             | Parti socialiste unifié (PSU)                               | 1 309   | 0,97   |                   |  |
|             | Front des forces démocratiques (FFD)                        | 1 173   | 0,87   |                   |  |
|             | Parti de l'environnement et du développement durable (PEDD) | 1 001   | 0,75   |                   |  |
|             | Parti de l'équité (PRE)                                     | 888     | 0,66   |                   |  |
|             | Parti du centre social (PCS)                                | 530     | 0,39   |                   |  |
|             | Parti de la liberté et de la justice sociale (PLJS)         | 219     | 0,16   |                   |  |
|             | Parti de l'unité et de la démocratie (PUD)                  | 193     | 0,14   |                   |  |
|             | Parti vert marocain (PVM)                                   | 171     | 0,13   |                   |  |
|             | Parti démocratique de l'indépendance (PDI)                  | 142     | 0,11   |                   |  |
|             | Parti de l'Espoir (PE)                                      | 127     | 0,09   |                   |  |
|             | Parti de la société démocratique (PSD)                      | 52      | 0,04   |                   |  |
|             |                                                             |         |        |                   |  |
| Inscrits    | Inscrits                                                    | 306 600 | 100,00 |                   |  |
| Abstentions | Abstentions                                                 | 172 309 | 56,20  |                   |  |
| Exprimés    | Exprimés                                                    | 134 291 | 43,80  |                   |  |